# Creative Coding

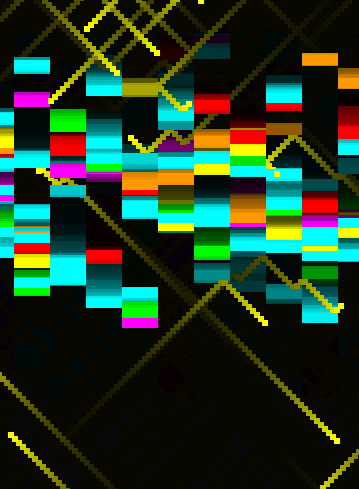
Eine stark abgewandelte Version des Videospielklassikers Breakout aus den 1980er Jahren erzeugt visuell interessante Glitches.

Creative Coding ist ein entdeckungsbasierter Prozess, der aus Erforschung, Iteration und Reflexion besteht und bei dem Code als primäres Medium verwendet wird, um ein mediales Artefakt für einen künstlerischen Kontext zu entwickeln. Es wird unter anderem zur Erstellung von Live-Visuals, für VJing, sowie zur Erstellung von visueller Kunst und Design, Unterhaltung (z. B. Videospiele), Kunstinstallationen, Projektionen und Projection Mapping, Klangkunst und vielem mehr verwendet.

## Geschichte
Ausstellungen und Bücher, darunter Dominic Lopes’ A Philosophy of Computer Art (2009), haben versucht, die integrale Rolle der Codierung in der zeitgenössischen Kunst über die der Mensch-Computer-Schnittstelle (HCI) hinaus zu untersuchen.

## Liste der Software für Creative Coding
| Name           | Beschreibung | Betriebssystem      | Programmiersprache          | License              |
| -------------- | --- | ------------------- | --------------------------- | -------------------- |
| Cinder         | Bibliothek für die Programmierung mit ästhetischen Absichten, einschließlich Bereichen wie Grafik, Audio, Video und computergestützte Geometrie. | plattformunabhängig | C++                         | 2-Clause BSD License |
| Dittytoy       | Plattform, die es ermöglicht, generative Musik mit Hilfe einer minimalistischen Javascript-API zu erstellen. | Browser basiert     | JavaScript                  | Proprietary          |
| generativepy   | Bibliothek zur Erstellung visueller generativer Kunst und mathematischer Diagramme als Bilder und Videos. | plattformunabhängig | Python                      | MIT License          |
| Max MSP        | Visuelle Programmiersprache für Musik und Multimedia. | Windows, Mac OS     | Visual programming language | Proprietary          |
| Nannou         | Bibliothek, die es Künstlern leicht machen soll, sich mit einfachem, schnellem und zuverlässigem Code auszudrücken. | plattformunabhängig | Rust                        | MIT License          |
| openFrameworks | Toolkit zur Unterstützung des kreativen Prozesses durch Bereitstellung eines einfachen und intuitiven Rahmens für Experimente. | plattformunabhängig | C++                         | MIT License          |
| OPENRNDR       | Kreatives Coding-Framework, das für das Prototyping und die Entwicklung robuster, leistungsstarker visueller und interaktiver Anwendungen konzipiert und entwickelt wurde.                                                                                | plattformunabhängig | Kotlin                      | 2-Clause BSD License |
| p5.js          | Plattform, die es Künstlern, Designern, Studenten und allen anderen ermöglicht, das Programmieren zu erlernen und sich kreativ im Web auszudrücken. Basiert auf den Grundprinzipien von Processing.                                                       | Browser basiert     | JavaScript                  | LGPL                 |
| Processing     | Ein flexibles Software-Skizzenbuch und eine Sprache zum Erlernen des Programmierens im Kontext der bildenden Kunst. | plattformunabhängig | Java or Python              | GPL, LGPL            |
| Pure Data      | Pd ermöglicht es Musikern, bildenden Künstlern, Performern, Forschern und Entwicklern, Software grafisch zu erstellen, ohne Zeilen von Code zu schreiben.                                                                                                 | plattformunabhängig | Visual programming language | Modified BSD         |
| Shoebot        | Eine kreative Programmierumgebung für die Erstellung von Vektorgrafiken und Animationen mit Python. | plattformunabhängig | Python                      | GPLv3                |
| SuperCollider  | | plattformunabhängig | SuperCollider               | GPLv3                |
| vvvv           | Hybride visuelle/textuelle Live-Programmierumgebung für einfaches Prototyping und Entwicklung. Sie wurde entwickelt, um den Umgang mit großen Medienumgebungen mit physischen Schnittstellen, Echtzeit-Bewegungsgrafiken, Audio und Video zu erleichtern. | Windows             | Visual programming language | Proprietary          |
| ZIM            | JavaScript Canvas Framework fügt viele Annehmlichkeiten, Komponenten und Steuerelemente hinzu, wobei der Schwerpunkt auf der Vereinfachung des Codes für Lernende und Fachleute liegt.                                                                    | plattformunabhängig | JavaScript                  | MIT License          |